# Brent Suter
Brent Michael Suter (Chicago, Illinois, 29 de agosto de 1989), más conocido como Brent Suter, es un jugador profesional estadounidense de béisbol que se desempeña en la posición de lanzador en Cincinnati Reds, equipo de las Grandes Ligas de Béisbol (MLB).

## Carrera
Suter hizo su debut en la MLB con el equipo Milwaukee Brewers, en el cual jugó siete temporadas (2016-2022), después pasó a Colorado Rockies (2023), posteriormente a Cincinnati Reds, donde lleva jugando una temporada.